# Tremplin des Jeunes Charrues
Les Jeunes Charrues est un tremplin musical pour des artistes émergents organisé dans le cadre du festival des Vieilles Charrues à Carhaix (Finistère, Bretagne) avec des sélections dans toute la Bretagne et en Basse-Normandie de 1996 à 2013. Il est remplacé en 2014 par le dispositif Label Charrues qui permet d'accompagner plusieurs artistes.

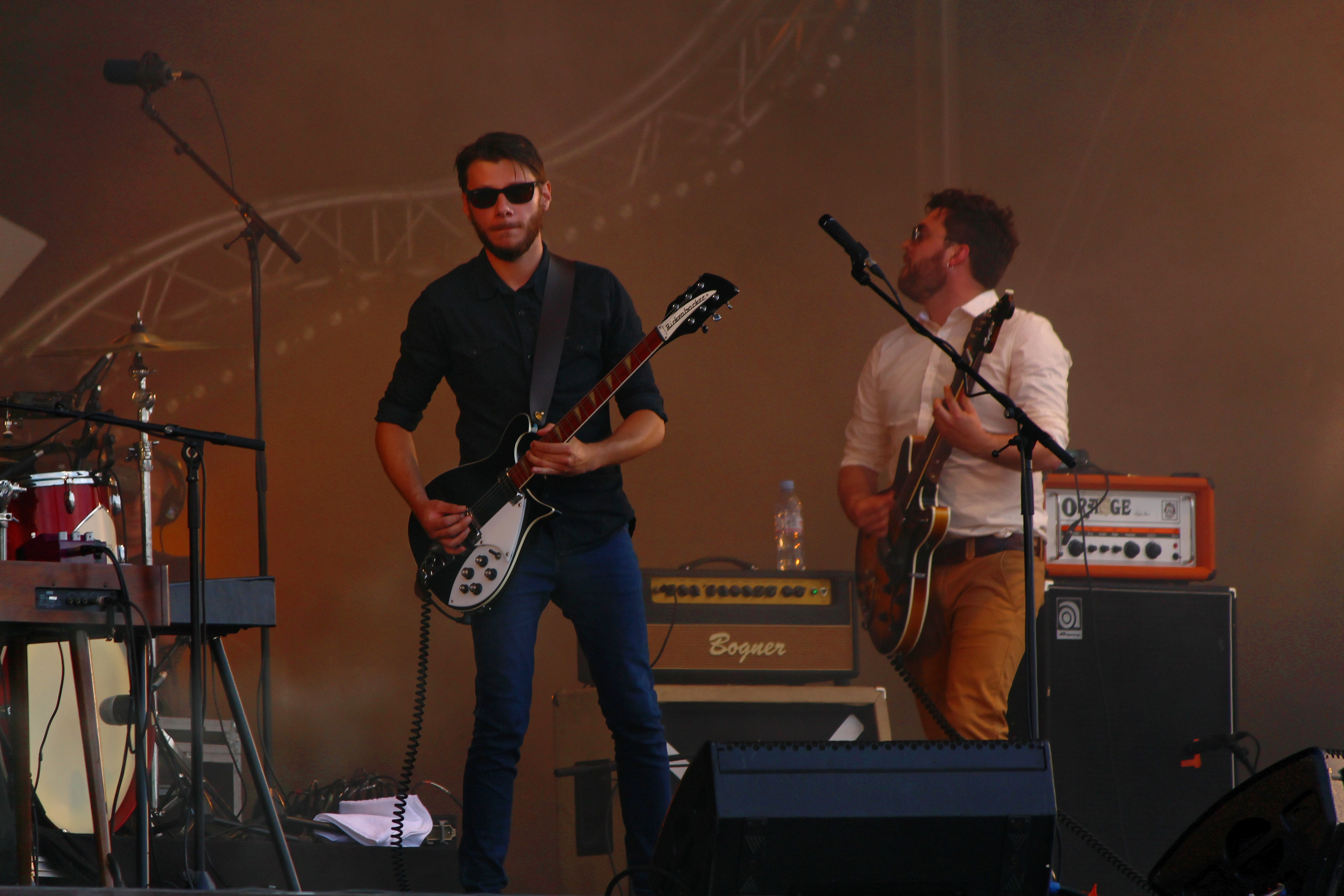
The Red Goes Black, dernier lauréat du tremplin, sur la scène des Vieilles Charrues 2014.

## Présentation
Ce tremplin offre un coup de projecteur sur les talents émergeant et contribue au développement artistique et scénique des projets musicaux en axant sur le cœur de métier du festival, les concerts. Lors de la finale, dans chacun des 10 territoires de Bretagne et de Normandie, quatre formations minimum y participent et la gagnante se produit lors du festival des Vieilles Charrues où le lauréat est désigné. Celui-ci ouvre le festival l'année suivante sur la deuxième plus grande scène baptisée Jack Kerouac. En 2012, ils représentaient depuis le début plus de 450 groupes à avoir pu accéder à la scène de leur région d'origine.
Les soirées « Les Jeunes Charrues en concert » sont organisées dans les salles de concerts des différents "pays" (La Carène, L'Antipode MJC, l'Espace Glenmor, La Citrouille, Le Triskell...) avec le soutien d'associations, de structures et des bénévoles. Avant la grande finale, les 10 groupes disposent de partenariats (résidences avec des salles, pressage de CD et affiches, distribution en ligne) et d'un parcours de formation artistique et administrative, permettant le développement de leurs projets (environ quatre jours à Carhaix).

## Historique

### Une sélection d'artistes bretons
Un essai a lieu en 1995 avec la présence sur scène le vendredi du groupe Soul Cactus. Une vraie sélection s'effectue parmi la scène locale par l'équipe de programmation l'année suivante mais c'est surtout à partir de 1998 que la formule est vraiment expérimentée. Ainsi, les Rostrenois de Khamelean inaugurent la grande scène Glenmor sur le nouveau site de Kerampuilh, devant plusieurs milliers de personnes à Carhaix. Petit à petit, les Jeunes Charrues sont devenues un véritable dispositif de tremplin, en s'améliorant d'année en année. Le nombre important de candidatures témoigne de la vitalité de la scène musicale bretonne.

### Un concours qui s'étend dans l'Ouest
Progressivement, la zone concernée a couvert la Bretagne et s'est étendue en 2001 jusqu'au pays nantais (c'est-à-dire la Bretagne historique), avec un débordement sur la Basse-Normandie (Caen et Saint-Lô dans les départements de la Manche et du Calvados). Le territoire a été divisé en 10 zones s'inspirant des pays de Bretagne. Dans chacun de ses « pays », les Vieilles Charrues travaillent avec une structure (MJC, centre culturel, théâtre, salle de concert...) qui est leur interlocuteur et qui organise des éliminatoires en sélectionnant plusieurs groupes, qui s'étaient inscrit via l'envoi d'une cassette ou d'un CD dans les temps impartis. Le festival leur remet pour ce faire une enveloppe financière et prend en charge toute la communication autour de l'événement. Le jury de pré-sélection fixe une date de concours et désigne le vainqueur de ces éliminatoires. Le but était de permettre à de jeunes groupes amateurs de jouer dans de bonnes conditions techniques, sur leur territoire et devant un public nombreux (les soirées devaient être gratuites).

### Dix places en finale devant le public du festival
Jusqu'en 2001, les 10 vainqueurs se retrouvent pour une grande finale disputée en mai à Carhaix et le lauréat est programmé sur la scène Kerouac lors du festival, en juillet. En 1999, Loupous System Fonk se produit ainsi devant 12 000 festivaliers : un concert enregistré, mixé en Belgique, puis autoproduit et autodistribué sous forme de CD 4 titres. Deux lauréats sont choisis en mai 2000 pour jouer au festival l'été suivant : Jeanne Cherhal en tant que « coup de cœur » en plus de Simon Lenoir. À partir de 2002, alors que le nombre de participants atteint les 800, les 10 finalistes s'affrontent devant le public du festival. Ainsi, facilité par l'implantation de la scène Xavier-Grall, les dix groupes sont répartis sur les trois jours pour se produire devant le jury. poussent des graines de stars. Les lauréats des années 2000 tracent leur sillon en France et à l'international à la suite du tremplin, comme Jeanne Cherhal, 
Im takt, Hocus Pocus. En 2011, une scène spécialement destinée aux Jeunes Charrues voit le jour.

### Le Label Charrues, pour accompagner les artistes de demain
Le tremplin est remplacé en 2014 par le « Label Charrues ». Après sélection en amont des groupes retenus, l'organisation met à disposition des artistes un panel d’outils au service du développement de leur carrière (pré-production scénique coachée, communication, tournée en Bretagne...). Les résidences sont encadrées par des professionnels, avant d'ensuite partir en tournée, organisée dans des lieux partenaires.

## Palmarès
Liste des lauréats depuis la création des Jeunes Charrues en 1996 :
| Année | Nom de l'artiste ou du groupe                                       | Pays représenté |
| ----- | ------------------------------------------------------------------- | --------------- |
| 1996  | The Guilt et Gwenc'hlan                                             | Kreizh Breizh   |
| 1997  | pas de tremplin                                                     |                 |
| 1998  | Khaméléan (devenu Calico en 2003)                                   | Kreizh Breizh   |
| 1999  | Loupous System Fonk                                                 | Brest           |
| 2000  | Siméon Lenoir & Travel Music (coup de cœur Jeanne Cherhal - Nantes) | Saint-Brieuc    |
| 2001  | Klaktonclown                                                        | Nantes          |
| 2002  | Hocus Pocus                                                         | Nantes          |
| 2003  | New Paulette Orchestra                                              | Caen            |
| 2004  | Sheer K                                                             | Brest           |
| 2005  | FDB                                                                 | Douarnenez      |
| 2006  | Lugo                                                                | Rennes          |
| 2007  | Maïon et Wenn                                                       | Brest           |
| 2008  | Micronologie                                                        | Nantes          |
| 2009  | I Arkle                                                             | Saint-Lô        |
| 2010  | The Octopus                                                         | Douarnenez      |
| 2011  | Jesus Christ Fashion Barbe                                          | Caen            |
| 2012  | Mermonte                                                            | Rennes          |
| 2013  | The Red Goes Black                                                  | Douarnenez      |

### Label Charrues
| Année | Nom des artistes sélectionnés         |
| ----- | ------------------------------------- |
| 2014  | Totorro, Falabella, The Same Old Band |
| 2015  | Krismenn & AleM, Fragments            |
| 2016  | Ladylike Lily, Alan Corbel            |
| 2017  | Colorado, Sônge                       |
| 2018  | Leska, Saro                           |
| 2019  | Di#se, Atoem                          |
| 2023  | SBRBS, Reynz                          |
| 2024  | Our Lights, Championne                |

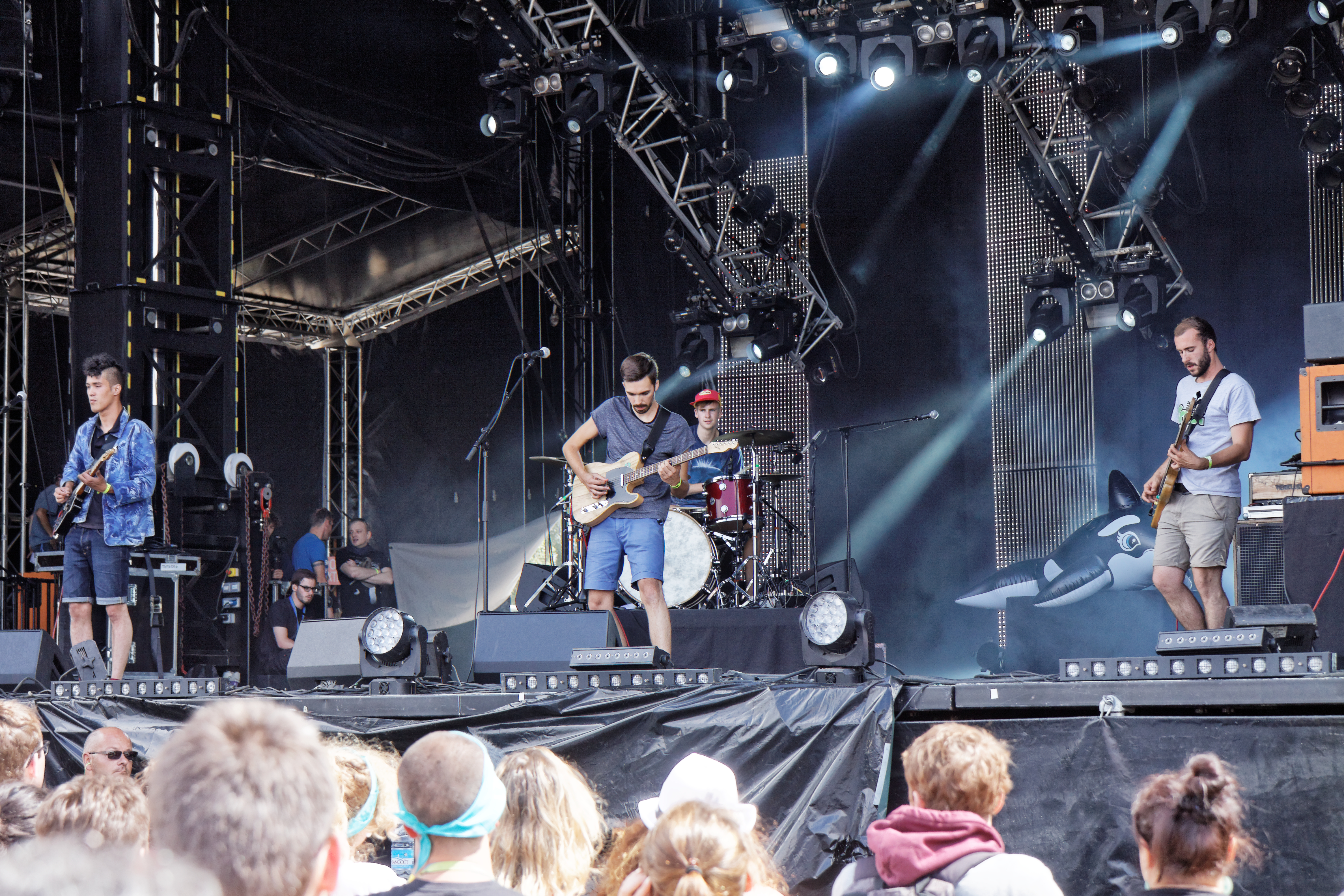
Totorro (2014)
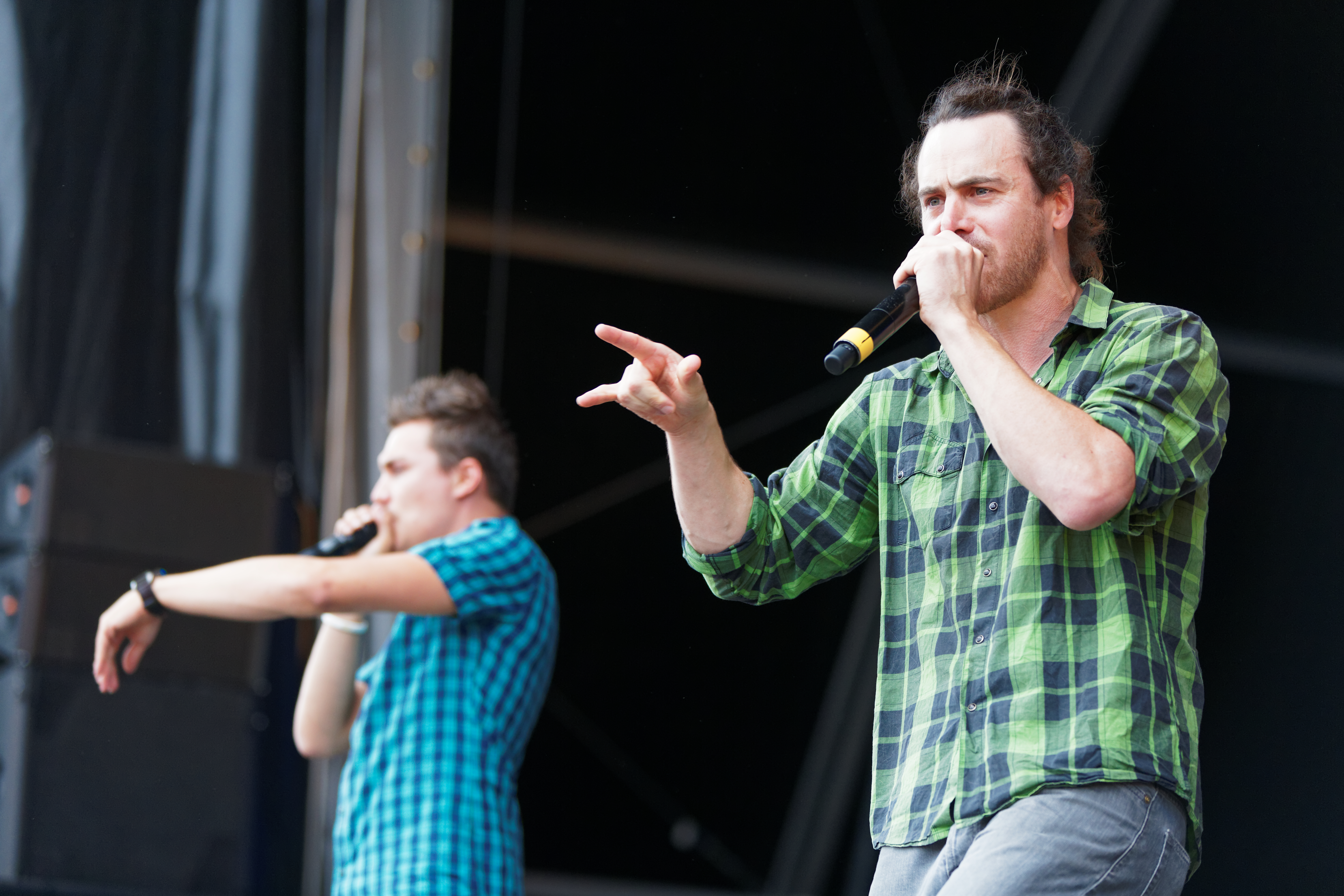
Krismenn & Alem (2015)
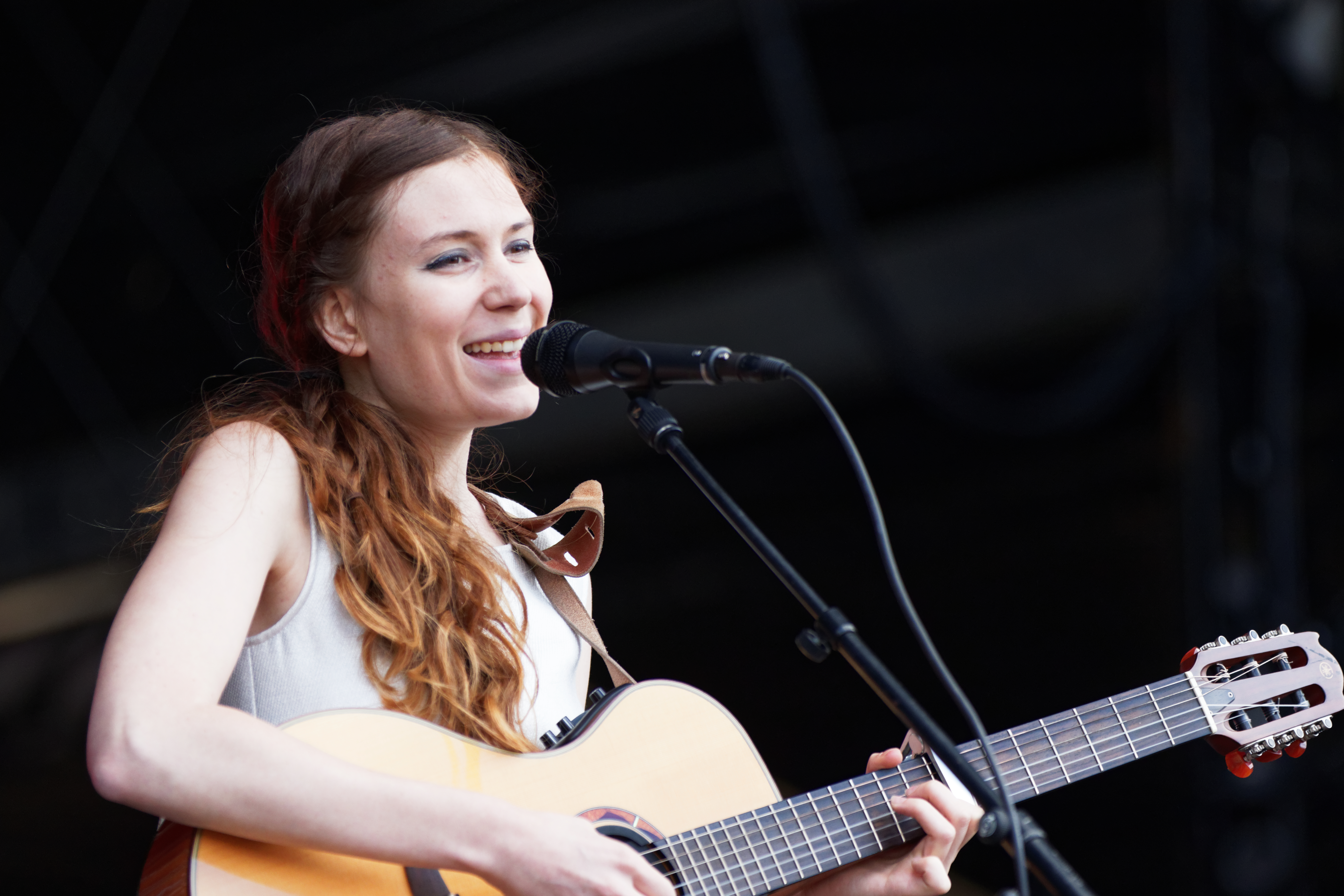
Ladylike Lily (2016)
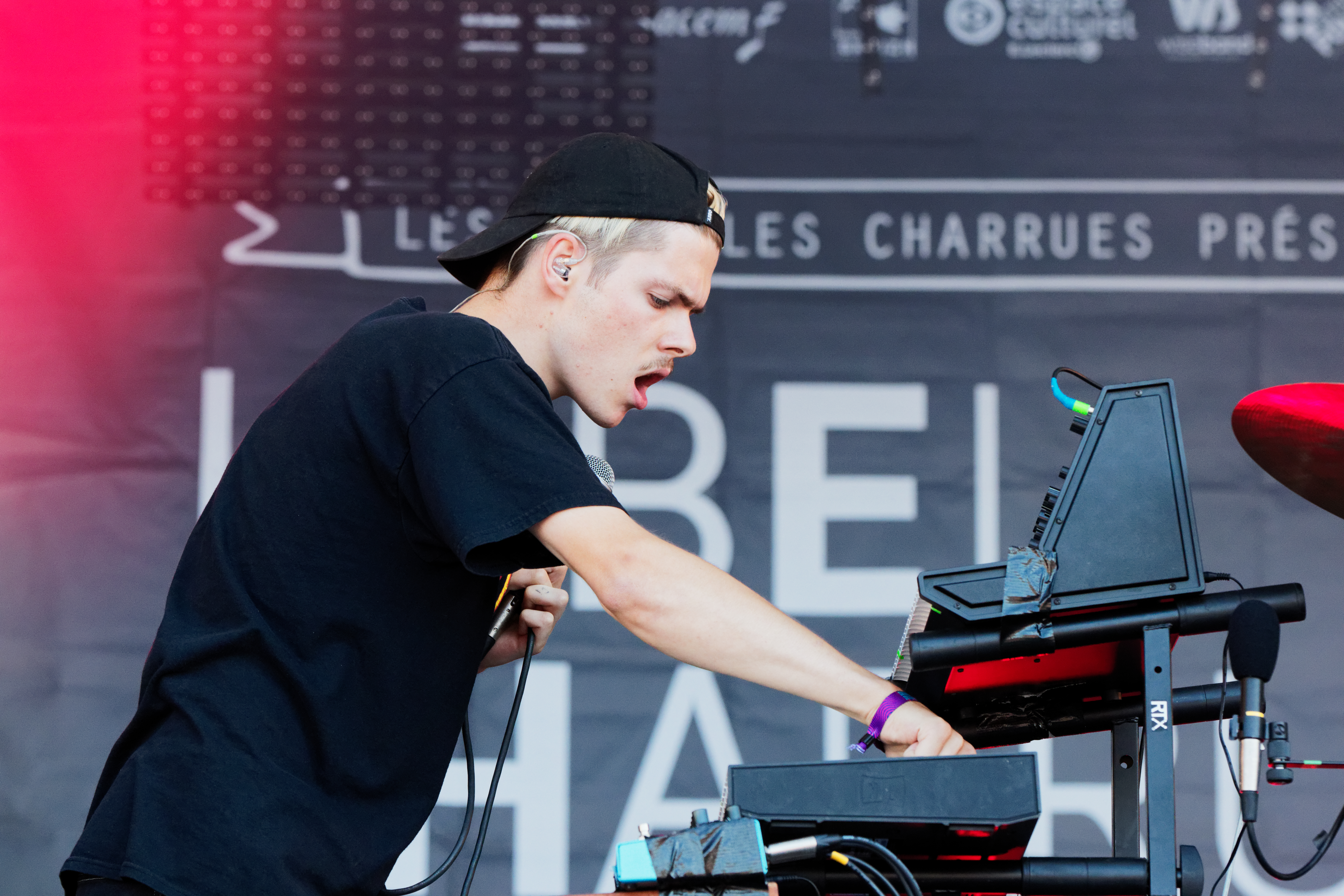
Colorado (2017)